# Frances Kirwan
Frances Clare Kirwan FRS (21 de agosto de 1959) é uma matemática britânica. É professora de matemática da Universidade de Oxford, atualmente Professora Saviliana de Geometria

## Obras
- Cohomology of quotients in symplectic and algebraic geometry. [S.l.]: Princeton University Press. 1984
- An introduction to intersection homology theory. [S.l.]: Longman Scientific and Technical. 1988[1] with Jonathan Woolf: 2nd edn. [S.l.]: CRC Press. 2006
- Complex algebraic curves. [S.l.]: Cambridge University Press. 1992